# 约翰内斯·弗赖
约翰内斯·弗赖（德語：Johannes Frey，1996年11月12日—），德国男子柔道运动员。他曾代表德国参加2020年夏季奥林匹克运动会柔道比赛，获得混合团体铜牌和男子100公斤以上级第17名。